# Gliese 146
Gliese 146 (HD 22496) è una stella situata a circa 43 anni luce di distanza dal sistema solare, nella costellazione dell'Orologio.
Di magnitudine apparente +8,57, è una nana arancione di tipo spettrale K7V, o K5V a seconda delle fonti prese in considerazione. Come il Sole si trova nella sequenza principale, fonde cioè idrogeno in elio all'interno del suo nucleo. È meno massiccia e luminosa del Sole, irradia infatti solo il 7% della luce solare ed il suo raggio è il 68% quello della nostra stella. La sua temperatura superficiale è intorno ai 4385 K mentre l'abbondanza di metalli è dell'83% di quella del Sole.
La stella è catalogata come variabile nel General Catalogue of Variable Stars, con la denominazione di NSV 1203

## Pianeta
Nel 2021 è stato scoperto un pianeta extrasolare in orbita attorno alla stella in un periodo di circa 5 giorni. Il semiasse maggiore della sua orbita è di appena 7,65 milioni di chilometri, e a quella distanza, nonostante la minor brillantezza della stella rispetto al Sole, riceve 26 volte la radiazione che riceve la Terra dalla nostra stella e dovrebbe avere una temperatura superficiale di circa 573 K (300 °C).
Scoperto con il metodo della velocità radiale con lo spettrografo ESPRESSO installato al Very Large Telescope dell'ESO, ha una massa minima 5,57 volte quella della Terra, ma dovrebbe essere comunque inferiore a 16 M⊕.
| Pianeta | Massa    | Periodo orb. | Sem. maggiore | Scoperta |
| ------- | -------- | ------------ | ------------- | -------- |
| b       | >5,57 M⊕ | 5,09 giorni  | 0,051 UA      | 2021     |